# Nguyễn Thái Sung
Nguyễn Thái Sung (sinh ngày 22 tháng 9 năm 1994) là một cựu cầu thủ bóng đá người Việt Nam chơi ở vị trí tiền vệ tấn công. Dù từng được coi là một tài năng triển vọng của bóng đá Việt Nam, nhưng sự nghiệp của Thái Sung đã không thật sự thành công do những tranh chấp hợp đồng giữa anh với đội bóng chủ quản.

## Đời tư
Nguyễn Thái Sung là con út trong một gia đình khá nghèo có ba người con, sinh sống ở đường Trường Chinh, thành phố Đà Nẵng, tỉnh Quảng Nam – Đà Nẵng (nay là thành phố Đà Nẵng trực thuộc trung ương). Cha anh là một cựu quân nhân từng tham gia kháng chiến đã về hưu non, còn mẹ anh làm tạp vụ đồng thời bán đồ ăn sáng trước nhà.

## Sự nghiệp câu lạc bộ
Vì gia đình Thái Sung quá nghèo, không đủ tiền xăng xe đưa đón anh đi tập nên Thái Sung buộc phải chơi bóng ở những môi trường khác biệt so với đa số mọi người. Tuy nhiên, sau khi được tuyển chọn thông qua chương trình Giấc mơ sân cỏ, anh đã trở thành cầu thủ Việt Nam đầu tiên nhận được học bổng từ nước ngoài, được tài trợ bởi Học viện Aspire (Qatar) từ năm 2009 đến năm 2012. Tại Giải trẻ châu Âu mở rộng 2010, Thái Sung chơi rất nổi bật và được bình chọn là một trong 10 cầu thủ hay nhất giải. Sau khi trở về Việt Nam vào năm 2012, anh đã ký hợp đồng với đội bóng quê nhà SHB Đà Nẵng.
Tuy nhiên, cuộc sống và sự nghiệp tại đây không hề dễ dàng khi Thái Sung không được các huấn luyện viên ưa chuộng vì vóc dáng thấp bé và lối chơi thiếu đồng bộ với chiến thuật chung của toàn đội, qua đó đã hạn chế cơ hội để phát triển của anh. Sau đó, Thái Sung được trao cơ hội tập luyện với học viện trẻ của Sporting CP vào năm 2014 nhưng phía SHB Đà Nẵng đã ngăn cản động thái này. Thái Sung cũng được triệu tập lên đội tuyển U-21 Việt Nam vào năm 2015 nhưng mặc dù được huấn luyện viên dành cho những lời khen ngợi, anh lại hiếm khi được ra sân vì có phong cách chơi không phù hợp với các đồng đội. Năm 2014, Thái Sung thậm chí còn không được thi đấu, thay vào đó, anh đảm nhận vai trò bưng nước cho đội U-23 SHB Đà Nẵng. Cuối năm 2015, Thái Sung cuối cùng cũng có khoảng thời gian được ra sân thi đấu khi anh được cho mượn đến Câu lạc bộ Hà Nội ở giải hạng Nhất, sau đó giúp đội thăng hạng lên V.League. Mùa giải tiếp theo, Thái Sung tiếp tục gắn bó với đội, lúc này vốn đã chuyển trụ sở vào Thành phố Hồ Chí Minh và đổi phiên hiệu thành Sài Gòn, mặc dù vậy anh chỉ chơi đúng ba trận trong năm 2016.
Bùi Xuân Hòa, chủ tịch SHB Đà Nẵng cho biết trong một cuộc phỏng vấn rằng ông nghĩ sự nghiệp bị đình trệ của Thái Sung là do tài năng của anh được đào tạo và bồi dưỡng bởi Học viện Aspire, nơi mà ông cho rằng thậm chí còn không thể so sánh được với các mô hình bóng đá trại hè hay các đội bóng đá từ thiện dành cho học sinh trung học ở Việt Nam.
Vào ngày 1 tháng 12 năm 2021, Thái Sung quyết định giải nghệ ở tuổi 27. Anh hiện đang công tác tại Hà Nội với tư cách huấn luyện viên cho một trung tâm bóng đá cộng đồng.